# Campionato Interregionale - Prima Categoria 1957-1958
La Prima Categoria 1957-1958 fu il maggiore dei due campionati in cui si articolò l'Interregionale (ex IV Serie), e rappresentò l'unica edizione di questa divisione calcistica.

## Contesto
Il campionato fu il risultato di una lotta di potere fra le varie componenti della FIGC, aggravata dal caos in cui versavano gli organismi dirigenziali federali. Punto di partenza fu il dibattito intorno all'eliminazione dello scalone introdotto dal Lodo Barassi fra la IV Serie e la Serie C, che imponeva la disputa di impronosticabili finali estive per la promozione nel terzo campionato nazionale. Da una parte si trovavano il presidente federale Ottorino Barassi, la Lega Nazionale e le leghe regionali, le quali proponevano lo sdoppiamento della Serie C in due gironi sottraendo club alla IV Serie, dall'altra c'era il presidente della Lega IV Serie Dante Berretti il quale, opponendosi al depauperamento del proprio parco societario, propose appunto un campionato elitario di Prima Categoria all'interno della sua lega cui affidare le promozioni in Serie C. Se il campionato di Berretti venne approvato dalla FIGC ed attivato, la situazione venne completamente ribaltata da un successivo colpo di mano del Consiglio Federale che, poco prima dell'inizio della stagione sportiva, reimpose il progetto di Barassi, dando alla Prima Categoria il puro ruolo di torneo estemporaneo di qualificazione. Respinti gli emendamenti ed effettuati i dovuti ripescaggi, venne imposta su tutta la linea la visione del nuovo presidente della Lega Nazionale, Giuseppe Pasquale, il quale volle che i club destinati ad entrare in Serie C fossero scelti su criteri prioritariamente economici ed infrastrutturali, nessun diritto derivando dal merito sportivo. L'unico formale omaggio al defunto regolamento teorico della manifestazione, fu l'impegno che la Lega Nazionale avrebbe scelto le sue nuove affiliate fra le società che avrebbero avuto diritto a partecipare alla Prima Categoria se questa si fosse disputata nel 1958-1959. Le società da selezionare avrebbero dovuto essere 18, poi salite in corso d'opera a 20 in conseguenza del Lodo Pasquale che aveva bloccato le retrocessioni dalla B alla C, ed infine divenute 23 su proposta della FIGC, allargando i due nuovi gironi di Serie C.

## Regolamento

### Teorico
- Promozione in Serie C delle vincitrici dei gironi.
- Retrocessione in Seconda Categoria delle ultime tre classificate dei gironi del Nord e delle ultime due del girone del Sud.[7]

### Reale
- Promozione in Serie C di venti squadre ad insindacabile giudizio della Lega Nazionale basato in primo luogo su criteri finanziari ed infrastrutturali. Non potevano presentare domanda unicamente le squadre che sarebbero state retrocesse se fosse stato applicato il regolamento teorico. La preferenza non vincolante per la selezione va in primo luogo alle sei migliori classificate di ciascun girone.

## Aggiornamenti
- La Federconsorzi Roma si è fusa con la concittadina Società Sportiva Chinotto Neri, nella Squadra Calcio FEDIT, utilizzando quindi il titolo sportivo del Neri promosso in C.
- L'Associazione Sportiva L'Aquila è stata riammessa nell'Interregionale di Prima Categoria a seguito del fallimento dell'Associazione Calcio Pavia, che ha quindi eliminato una retrocedenda dalla categoria superiore.
- L'Associazione Calcio Forlì è stata riammessa nell'Interregionale di Prima Categoria a seguito dello scioglimento del Marzotto Manerbio.

## Girone A

### Classifica finale
|  | Pos. | Squadra            | Pt | G  | V  | N  | P  | GF | GS |
|  | ---- | ------------------ | -- | -- | -- | -- | -- | -- | -- |
|  | 1.   | Spezia             | 45 | 30 | 18 | 9  | 3  | 62 | 24 |
|  | 2.   | Casale             | 37 | 30 | 14 | 9  | 7  | 46 | 27 |
|  | 3.   | Corbetta           | 36 | 30 | 16 | 4  | 10 | 42 | 37 |
|  | 4.   | Varese             | 35 | 30 | 15 | 5  | 10 | 44 | 35 |
|  | 5.   | Piacenza           | 34 | 30 | 12 | 10 | 8  | 44 | 36 |
|  | 6.   | Arezzo             | 33 | 30 | 12 | 9  | 9  | 43 | 34 |
|  | 6.   | Novese             | 33 | 30 | 13 | 7  | 10 | 39 | 33 |
|  | 8.   | Cenisia            | 31 | 30 | 13 | 5  | 12 | 42 | 35 |
|  | 9.   | Foligno            | 29 | 30 | 11 | 7  | 12 | 37 | 42 |
|  | 10.  | Lucchese           | 27 | 30 | 10 | 7  | 13 | 40 | 46 |
|  | 10.  | Lilion Snia Varedo | 27 | 30 | 9  | 9  | 12 | 32 | 37 |
|  | 10.  | Gallaratese        | 27 | 30 | 10 | 7  | 13 | 34 | 47 |
|  | 13.  | Carrarese          | 24 | 30 | 9  | 6  | 15 | 25 | 42 |
|  | 14.  | Solvay Rosignano   | 23 | 30 | 10 | 3  | 17 | 30 | 45 |
|  | 15.  | Fanfulla           | 22 | 30 | 8  | 6  | 16 | 29 | 37 |
|  | 16.  | Cuneo              | 17 | 30 | 5  | 7  | 18 | 21 | 53 |

Legenda:
      Promosso in Serie C 1958-1959.
 Promosso di diritto.
Note:
Due punti a vittoria, uno a pareggio, zero a sconfitta.
La Lucchese è stata ammessa in sostituzione del rinunciatario Corbetta.
Alle ultime tre classificate è stata inibita la possibilità di presentare domanda di ammissione in Serie C.

## Girone B

### Classifica finale
|  | Pos. | Squadra         | Pt | G  | V  | N  | P  | GF | GS |
|  | ---- | --------------- | -- | -- | -- | -- | -- | -- | -- |
|  | 1.   | Ozo Mantova     | 45 | 30 | 18 | 9  | 3  | 54 | 19 |
|  | 2.   | Treviso         | 42 | 30 | 15 | 12 | 3  | 50 | 21 |
|  | 3.   | Pescara         | 39 | 30 | 16 | 7  | 7  | 50 | 29 |
|  | 4.   | Anconitana      | 36 | 30 | 14 | 8  | 8  | 50 | 32 |
|  | 4.   | Hellas          | 36 | 30 | 12 | 12 | 6  | 40 | 29 |
|  | 6.   | Chieti          | 30 | 30 | 10 | 10 | 10 | 52 | 45 |
|  | 6.   | Forlì           | 30 | 30 | 11 | 8  | 11 | 35 | 38 |
|  | 8.   | Pro Palazzolo   | 30 | 30 | 11 | 8  | 11 | 48 | 49 |
|  | 8.   | CRDA Monfalcone | 30 | 30 | 10 | 10 | 10 | 33 | 35 |
|  | 10.  | Pordenone       | 28 | 30 | 7  | 14 | 9  | 32 | 40 |
|  | 11.  | Pro Gorizia     | 27 | 30 | 11 | 5  | 14 | 31 | 42 |
|  | 12.  | Vittorio Veneto | 26 | 30 | 8  | 10 | 12 | 38 | 51 |
|  | 13.  | Moglia          | 25 | 30 | 10 | 5  | 15 | 26 | 33 |
|  | 14.  | Belluno         | 24 | 30 | 6  | 12 | 12 | 34 | 51 |
|  | 15.  | Falck Vobarno   | 18 | 30 | 5  | 8  | 17 | 34 | 52 |
|  | 16.  | Travalin Dolo   | 14 | 30 | 4  | 6  | 20 | 29 | 70 |

Legenda:
      Promosso in Serie C 1958-1959.
 Promosso di diritto.
Note:
Due punti a vittoria, uno a pareggio, zero a sconfitta.
Il Forlì è stato ammesso in sostituzione del rinunciatario Hellas.
Alle ultime tre classificate è stata inibita la possibilità di presentare domanda di ammissione in Serie C.

## Girone C

### Classifica finale
|  | Pos. | Squadra               | Pt       | G  | V  | N  | P  | GF | GS |
|  | ---- | --------------------- | -------- | -- | -- | -- | -- | -- | -- |
|  | 1.   | Cosenza               | 34       | 28 | 14 | 6  | 8  | 44 | 32 |
|  | 2.   | L'Aquila              | 32       | 28 | 11 | 10 | 7  | 28 | 19 |
|  | 2.   | Marsala               | 32       | 28 | 12 | 8  | 8  | 30 | 23 |
|  | 2.   | Cirio                 | 32       | 28 | 13 | 6  | 9  | 40 | 35 |
|  | 5.   | Barletta              | 31       | 28 | 12 | 7  | 9  | 38 | 38 |
|  | 6.   | Lecce                 | 30       | 28 | 11 | 8  | 9  | 51 | 34 |
|  | 6.   | Trapani               | 30       | 28 | 12 | 6  | 10 | 44 | 35 |
|  | 6.   | Foggia                | 30       | 28 | 11 | 8  | 9  | 44 | 37 |
|  | 9.   | Casertana             | 29       | 28 | 11 | 7  | 10 | 39 | 37 |
|  | 9.   | Monteponi Iglesias    | 29       | 28 | 10 | 9  | 9  | 32 | 41 |
|  | 11.  | BPD Colleferro        | 28       | 28 | 8  | 12 | 8  | 33 | 25 |
|  | 12.  | Avellino              | 26       | 28 | 10 | 6  | 12 | 35 | 35 |
|  | 12.  | Tempio                | 26       | 28 | 10 | 6  | 12 | 31 | 36 |
|  | 14.  | Molfetta              | 22       | 28 | 8  | 6  | 14 | 26 | 39 |
|  | 15.  | Audace Cerignola (-2) | 7        | 28 | 1  | 7  | 20 | 13 | 62 |
|  | ---  | Frosinone             | Ritirato |    |    |    |    |    |    |

Legenda:
      Promosso in Serie C 1958-1959.
 Promosso di diritto.
Note:
Due punti a vittoria, uno a pareggio, zero a sconfitta.
La Casertana è stata ammessa in Serie C in sostituzione del Cirio, inizialmente escluso.
Il Frosinone è stato poi riammesso.
Il Cerignola è stato penalizzato con la sottrazione di 2 punti in classifica.
Alle ultime due classificate è stata inibita la possibilità di presentare domanda di ammissione in Serie C.

## Finali per il titolo

### Classifica finale
|  | Pos. | Squadra     | Pt | G | V | N | P | GF | GS |
|  | ---- | ----------- | -- | - | - | - | - | -- | -- |
|  | 1.   | Spezia      | 4  | 4 | 2 | 0 | 2 | 5  | 4  |
|  | 1.   | Ozo Mantova | 4  | 4 | 2 | 0 | 2 | 8  | 8  |
|  | 1.   | Cosenza     | 4  | 4 | 2 | 0 | 2 | 5  | 6  |

Legenda:
      Campione nazionale.
Note:
Due punti a vittoria, uno a pareggio, zero a sconfitta.
Il titolo è stato assegnato ex aequo dalla Lega Interregionale a tutte e tre le squadre, giunte a pari merito.

### Risultati
|             | Risultati |             | Luogo e data        |
| ----------- | --------- | ----------- | ------------------- |
| Cosenza     | 1-0       | Spezia      | ???, 1 giugno 1958  |
|             |           |             |                     |
| Ozo Mantova | 3-0       | Cosenza     | ???, 8 giugno 1958  |
|             |           |             |                     |
| Spezia      | 3-0       | Ozo Mantova | ???, 15 giugno 1958 |
|             |           |             |                     |
| Spezia      | 1-0       | Cosenza     | ???, 22 giugno 1958 |
|             |           |             |                     |
| Cosenza     | 4-2       | Ozo Mantova | ???, 29 giugno 1958 |
|             |           |             |                     |
| Ozo Mantova | 3-0       | Spezia      | ???, 6 luglio 1958  |
|             |           |             |                     |